# St. Johannes der Täufer (Kückelheim)

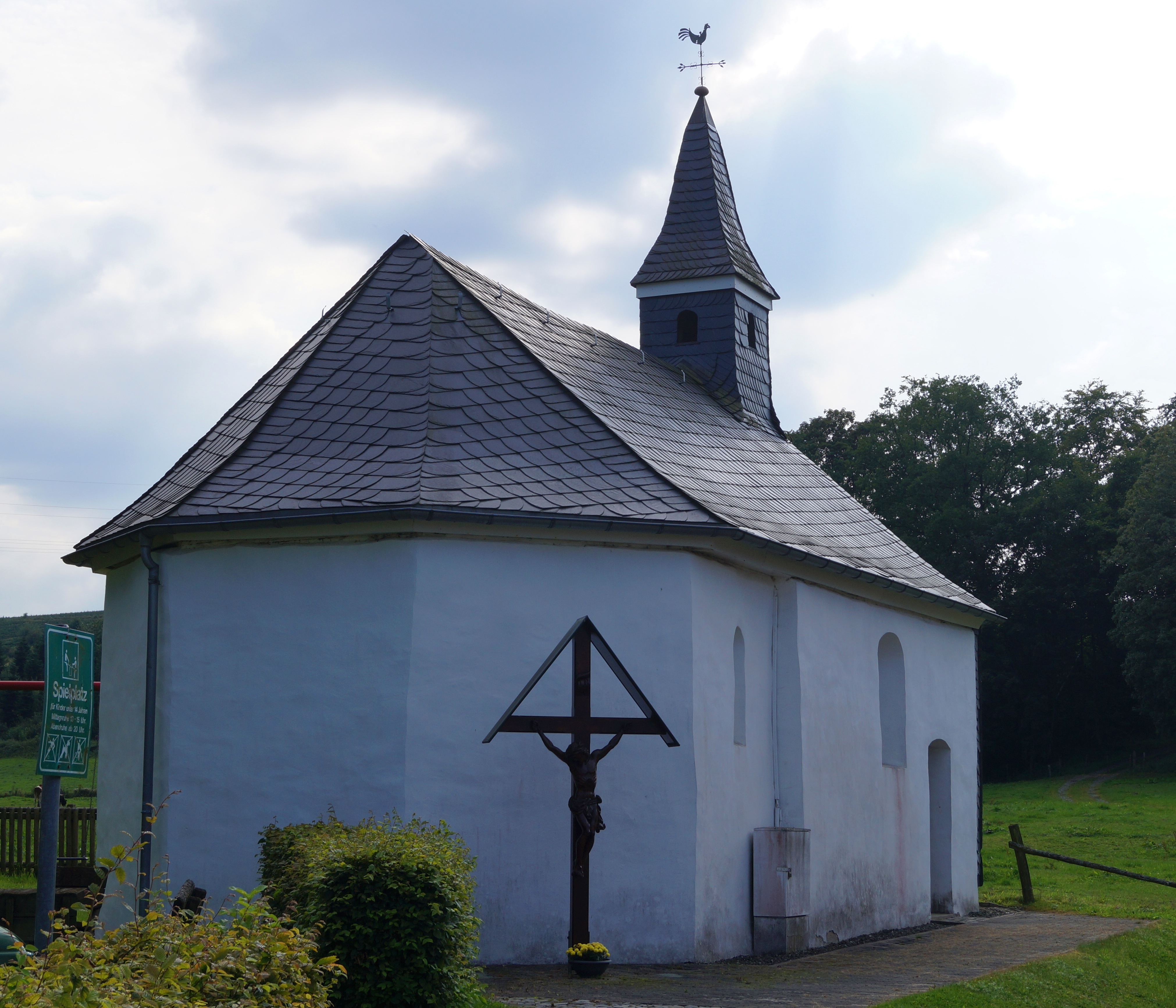
Kapelle St. Johannes der Täufer

Die römisch-katholische Kapelle St. Johannes der Täufer ist ein denkmalgeschütztes Kirchengebäude in Kückelheim, einem Ortsteil von Schmallenberg im Hochsauerlandkreis (Nordrhein-Westfalen). 

## Geschichte und Architektur
Die Dorfkapelle  steht am südlichen Ortsrand von Kückelheim nahe der Kreisstraße 35 neben dem Mühlenbach. Sie wurde im 17. Jahrhundert erbaut. Der Eingang der einschiffigen Kapelle befindet sich an der Nordseite. Die Fenster im Schiff sind torbogig und im Chor spitzbogig. Das Dach und der Dachreiter sind geschiefert. Ein Spielplatz befindet sich neben der Kapelle. 